# Valderrodilla
Valderrodilla település Spanyolországban, Soria tartományban. Valderrodilla Rioseco de Soria, Quintana Redonda, Fuentepinilla, Berlanga de Duero, Tajueco, Bayubas de Arriba és Valdenebro községekkel határos. Lakosainak száma 62 fő (2024).

## Népesség
A település népessége az elmúlt években az alábbi módon változott:
| Lakosok száma | 118  | 111  | 98   | 99   | 90   | 83   | 75   | 68   | 65   | 62   |
|               | 2001 | 2004 | 2007 | 2009 | 2012 | 2014 | 2017 | 2019 | 2022 | 2024 |